# 新明町 (瀬戸市)
新明町（しんめいちょう）は、愛知県瀬戸市東名連区の町名。丁番を持たない単独町名である。

## 地理
- 瀬戸市の南東部に位置する[8]。西を太子町、北を西拝戸町、東を小空町・惣作町、南を鐘場町と隣接している[8]。
- 中央部を県道が通り、製陶所・商店が混在する住宅地域[8]。
- 太子町にかけて窯業の原料採土場があり、粘土や珪砂を採掘している[8]。

### 学区
市立小・中学校に通う場合、学区は以下の通りとなる。また、公立高等学校普通科に通う場合の学区は以下の通りとなる。
| 番・番地等 | 小学校                 | 中学校                 | 高等学校 |
| ---------- | ---------------------- | ---------------------- | -------- |
| 全域       | 瀬戸市立にじの丘小学校 | 瀬戸市立にじの丘中学校 | 尾張学区 |

## 歴史

### 沿革
- 1943年（昭和18年）8月9日 - 瀬戸市大字赤津字今坂・川原田・西田の各一部と字小根・中島の全域により、同市新明町として成立[2]。

## 世帯数と人口
2025年（令和7年）2月1日現在の世帯数と人口は以下の通りである。
| 町丁   | 世帯数  | 人口  |
| ------ | ------- | ----- |
| 新明町 | 132世帯 | 350人 |

### 人口の変遷
国勢調査による人口の推移
| 1995年（平成7年）  | 284人 | [ 11 ] |  |
| 2000年（平成12年） | 258人 | [ 12 ] |  |
| 2005年（平成17年） | 241人 | [ 13 ] |  |
| 2010年（平成22年） | 232人 | [ 14 ] |  |
| 2015年（平成27年） | 338人 | [ 15 ] |  |
| 2020年（令和2年）  | 334人 | [ 16 ] |  |

### 世帯数の変遷
国勢調査による世帯数の推移。
| 1995年（平成7年）  | 70世帯  | [ 11 ] |  |
| 2000年（平成12年） | 76世帯  | [ 12 ] |  |
| 2005年（平成17年） | 74世帯  | [ 13 ] |  |
| 2010年（平成22年） | 81世帯  | [ 14 ] |  |
| 2015年（平成27年） | 114世帯 | [ 15 ] |  |
| 2020年（令和2年）  | 112世帯 | [ 16 ] |  |

## 交通

### 鉄道
町内に鉄道は走っていない。最寄り駅は名鉄瀬戸線尾張瀬戸駅になる。

### バス
名鉄バス「東山線」
- 【11】【12】瀬戸駅前 - 一里塚 - 赤津 系統 ： 太子町バス停[注釈 1]・新明町バス停

- 太子町バス停
- 新明町バス停

### 道路
- 愛知県道22号瀬戸環状線 ： 愛知県道33号瀬戸設楽線と重複し、町の北東部から南西部に向かい、新明町交差点で分かれて南東部へ向かっている。
- 愛知県道33号瀬戸設楽線 ： 町の南西部から北東部に向かって通っている。途中、新明町交差点から愛知県道22号瀬戸環状線と重複している。

- 愛知県道33号標識（新明町交差点南）

## 施設
- 飛鳥窯 中島卓陶房 ： 「土」にこだわり、各地の土で心和むやきものを生みだす窯元[17]。
- 新明町Iちびっ子広場 ： 町の中央部にある公園。すべり台とスプリング遊具がある。
- 新明町IIちびっ子広場 ： 町のやや南東部にある公園。ブランコ・すべり台・鉄棒がある。

- 飛鳥窯 中島卓陶房
- 新明町Iちびっこ広場
- 新明町IIちびっこ広場

## その他

### 日本郵便
- 郵便番号 : 489-0849[6]（集配局：瀬戸郵便局[18]）。